# Llibret
El llibret és el text utilitzat en una obra musical de caràcter teatral com ara l'òpera, l'opereta, la sarsuela, l'oratori o el musical. A més de parts que han de ser cantades pot incloure parts per a ser recitades. El terme italià libretto (plural libretti) s'utilitza en quasi totes les llengües.
Alguns compositors han estat alhora autors dels propis llibrets. El cas més cèlebre és de Richard Wagner. Altres van adaptar ells mateixos l'argument d'una obra preexistent (com Alban Berg va fer amb el Woyzeck de Georg Büchner). El més comú és que el llibret siga obra d'un escriptor, sota comanda o del compositor.
Són habituals les adaptacions d'obres teatrals. Per exemple Francesco Maria Piave, llibretista que va col·laborar sovint amb Verdi, va adaptar obres de Victor Hugo, del Duc de Rivas i d'altres. Moltes obres de William Shakespeare han estat adaptades per a l'òpera per compositors com ara Purcell, Gounod, Verdi o Britten. El Faust de Goethe també registra un elevat nombre d'adaptacions a l'òpera.
De vegades, el llibret és completament original. Per exemple els llibrets d'Hugo von Hofmannsthal per a Richard Strauss.
Pietro Metastasio (1698-1782) (pseudònim de Pietro Trapassi) va ser un dels llibretistes més apreciats d'Europa. Els seus llibrets van ser utilitzats repetidament pels compositors. Un altre llibretista cèlebre del segle xviii va ser Lorenzo da Ponte, que va escriure els llibrets de tres de les més importants òperes de Mozart. Eugène Scribe va ser un dels més prolífics llibretistes del següent segle, treballant per a Meyerbeer (amb qui va tenir una duradora col·laboració), Auber, Bellini, Donizetti, Rossini i Verdi. El duo francès constituït pels escriptors Henri Meilhac i Ludovic Halévy van escriure un gran nombre de llibrets per a l'òpera i l'opereta i van ser molt molt apreciats per Jacques Offenbach, Jules Massenet i Georges Bizet. Arrigo Boito, que va escriure llibrets, entre d'altres per a Giuseppe Verdi i Amilcare Ponchielli, també va compondre dues òperes.
Molts autors de llibrets no han estat reconeguts per la seua aportació a l'obra lírica. És ben cert que alguns han estat reconeguts com a part d'una famosa i duradora col·laboració, com és el cas de Gilbert i Sullivan. No obstant això, en la major part dels casos el compositor de la partitura musical d'una òpera recull la major part del reconeixement i del crèdit pel conjunt, mentre que l'autor del text és relegat a una breu nota a peu de pàgina. En alguns casos, però, l'adaptació a l'òpera ha suposat per al text original una injecció de fama, com és el cas de Pelléas et Mélisande sobre drama de Maurice Maeterlinck, musicada posteriorment per Claude Debussy.
Per altra banda, la utilització d'un llibret amb música de nivell òptim garanteix en alguns casos la immortalitat gairebé casual al seu autor.